# ズデニェク・フィビフ
ズデニェク・フィビフ（Zdeněk Fibich チェコ語発音: [ˈzdɛɲɛk ˈfɪbɪx], 1850年12月21日 - 1900年10月15日）は、チェコの作曲家。

## はじめに
日本では「フィビヒ」ないし「フィービヒ」の発音及び表記が一般的になりつつあるが、"Fibich" の "ch" の発音は、チェコ語では無声音でしかも ach-Laut([x]) であり、「フ」又は「ク」に近い（但し、それでも耳慣れない日本人には「ヒ」に近い音として聞こえるかも知れないが）。本稿では、チェコ語での発音を尊重し、更には他の記事との表記統一を図る為、日本語表記は、「フィビヒ」ではなく「フィビフ」で統一する。 尚、「フィービヒ」の様に長音を加えた表記は誤りである（長音とした場合、綴りは "Fibich" ではなく "Fíbich"になってしまう）。
但し、この当時Fibichが生きたボヘミア地方はオーストリア帝国の支配下にあり、公用語がチェコ語ではなくドイツ語であったこと、Fibcih自身が貴族に仕える家に生まれ、更に母親もウィーン出身であったことなどを考え合わせると、自身がドイツ語風に「フィビヒ」と発音していた可能性は有り得る。このことについては調査が必要であろう。
ズデニェク・フィビフは、スメタナ、ドヴォルザークと共に、チェコ国民楽派の草創期を築いた作曲家。
チェコ民族独立の気運が胎動する時代にあって、スメタナやドヴォジャーク同様、チェコ民謡や民族舞曲のリズムを自作に取り入れた他、チェコ民族の伝説によるオペラを作曲するなど、その作品は民族的な素材によるものが少なくない。作曲技法の面では明らかにドイツ・ロマン派の系統にありながら、チェコ国民楽派として扱われるのは、このような彼の志向によるものである。
当時、ドヴォジャークやヤナーチェクのように、音楽修業時代に満足にピアノに触れることもできなかった作曲家も居たが、フィビフはその点、幼少時代から非常に恵まれた環境で音楽を学び育った。
音楽修業を終えてからも楽壇の要職に就くことはなく、生涯にわたり、主に作曲と教師、音楽監督などの職で生計を立てた。
当時のチェコ楽壇は、同じ国民楽派とはいえ、スメタナの進歩派と、ドヴォジャークを擁するプヴォタの保守派に二分されていた。フィビフは、音楽上の立場としてはスメタナの側に立っていたこともあり、当時はスメタナの正統な後継者として目されていた。

## 生涯

### 誕生～音楽修業時代
- 1850年12月21日　当時オーストリア帝国の支配下にあったボヘミア地方のフシェボジツェ村（Všebořice）に生まれる。洗礼名はZdenko。父親Janはチェコの貴族アウエルスペルク伯Auerspergに仕える森林管理官、母親Marieはドイツ語を話すウィーン出身の女性だった。
- 1859年-1862年　ヘルマンのハウプトシューレに在籍。フィビフにとって初めての音楽教育となる、母親からのピアノの手ほどきは1859年から始まっている。
- 1862年-1863年　ギムナジウムに通った。
- 1863年-1865年　プラハのチェコ・ギムナジウムに通う。フランティシェク・チェルニー（チェコ語版）（フランティシェク・チェルニー）（ピアノの練習曲を書いた、ベートーヴェンの著名な弟子とは別人））の勧めにより、最初の作曲に取り組んでいる。
  - 1864年　スメタナの強い後押しにより、聖イグナツ教会のオルガニストに就任。
  - 1864年-1865年 ジークムント・コレショフスキー（チェコ語版）（ジークムント・コレショフスキー） の私設音楽学校に通う。
- 1865年4月12日　自作の最初のホ短調交響曲を、自身の指揮で初演（Slavoj協会コンサート）。但しこの交響曲には、交響曲としての番号も、作品番号も与えられていない。
  - ライプツィヒ音楽院に入学。ピアノをイグナーツ・モシェレス、和声をリヒターに学んだ。また同時に、ヤダスゾーンから対位法をプライベートレッスンで学んだ。

### 独立・結婚
- 1867年　パリでピアノ教師をしながら、かねて関心を抱いていた彫刻や絵画を学んだ。
- 1870年　マンハイムで最後の音楽修業を終えるとチェコに戻り、両親と共にジャーキー村に移り住んでいる。
- 1873年　製粉所の娘、ルージェナ・ハヌショヴァーと結婚し、その秋にはリトアニアのヴィリニュスで合唱指導の職に就いた。

この最初の妻との間には1874年に双子の男女が生まれたが、男児（リハルト）は数時間後に亡くなった（もう一人のエルサも2年後には亡くなってしまう）。さらに妻を看病しに来ていたフィビフの姉が、そして追い討ちを掛けるように、10月には妻も亡くなってしまった。

### 再婚
- 1875年　自分の姉と一緒になってくれるようにとの亡妻の願いを容れ、フィビフはルージェナの姉・ベッティと再婚した。ベッティは、当時スメタナやフィビフの等のオペラに出演して人気を博していた仮劇場～国民劇場のコントラルト歌手であった。この年、フィビフは仮劇場（後のチェコ国民劇場）の音楽副監督と合唱監督の職に就いている。

翌年、男児が生まれ、この子もリハルトと名づけられたが、前妻との間に生まれたエルサは世を去った。
- 1878年　敬愛するスメタナが仮劇場を去ることになり、これを機にフィビフも仮劇場での職を辞している。これは反スメタナ派が事実上劇場を支配することになり、仕事がし難くなった為と見られる。
  - 正教会の合唱指導の職に就き、1881年まで勤めている。

この後1891年までは、創作活動を行ってはいるが、フィビフ自身に関する特に目立った記事はない。平穏な年月を送っていたのではないかと推測される。

### 晩年
- 1891年　母を亡くす。
- 1893年　姉を亡くす。
  - 作曲の教え子だった、アネシュカ・シュルゾヴァー（Anežka Schulzová）との親密な関係が始まったのは、この頃からだったといわれている。彼女との関係は、フィビフが亡くなるまで続く。
- 1897年　国民劇場から程近いプシュトロス通りに移り住み、妻子とは別居状態となる。
- 1900年　風邪をこじらせ、10月15日に49年の生涯の幕を閉じた。翌年、彼の後を追うようにしてベッティが亡くなっている。フィビフの遺骸は現在、ヴィシェフラトの墓地に彼の妻（ベッティ）と共に埋葬されている。

## 作風
チェコ民謡に基づいた旋律、チェコ民族の伝説（例えば、《シャールカ》）を主題に扱ったオペラやメロドラマ等を多く作曲しているものの、構成や和声法・管弦楽法などの技法面では、ドイツ・ロマン派の影響を色濃く受けている。その為、フィビフの作品からは民謡の旋律や民族舞踊（フリアント、ポルカなど）のリズムが聴き取れる一方で、最初期の幾つかの作品を除くと、ドヴォジャークなどのような響きの素朴さを感じることはあまりない。
また、流麗で親しみやすい旋律がふんだんに使われているのも、彼の作品の特徴の1つである。
この時代のチェコにおいては、フィビフを含む多くの作曲家が「チェコらしい音楽とは何か？」を模索していたと考えられるが、技法面でドイツ・ロマンの様式を土台にし、革新的とは言い難いフィビフの音楽は、その点では時代にやや遅れて登場してきたといえるかも知れない。実際、例えばヤナーチェク[Janáček, Leoš / 1854 - 1928]という、遥かに革新的な才能がモラヴィアの地に生まれたのは、フィビフよりも遅れること僅か4年に過ぎない。
しかしながら、スラヴ音楽の特徴ともいえる哀愁感、チェコ民謡・チェコ舞曲のリズムなどを特徴としたチェコ音楽と、楽曲構成やその他の作曲技法の面で成熟していたドイツ・ロマン様式とを融合させたという点では、彼の先輩であるスメタナやドヴォジャークなどの及ぶところではなかった。そういう意味でフィビフの音楽は、特異な位置を占めているといえるだろう。
彼の創作活動における功績の1つとして、メロドラマの復興を挙げることができる。「朗読（歌ではない）+音楽」という、この独特な様式のジャンルに、《クリスマスの日》Op.9, 《ヴォドニーク》Op.15 を始めとする作品を遺している。これ等の作品は現在でも「国際メロドラマコンクール」の課題曲に採用されている。
また、優れたピアノ連弾曲作家としての顔も持つ。
自作の「管弦楽の為の牧歌《黄昏》」、交響詩《ザーボイ・スラヴォイとルジェク》などのピアノ連弾版編曲や、ピアノ連弾の為のソナタ・変ロ長調などにおいては、演奏効果と程よい難易度が見事なバランスで両立されている。

## 《気分、印象と追憶》とアネシュカ・シュルゾヴァー
晩年のほぼ10年間にわたり親密な関係にあったアネシュカ・シュルゾヴァーは、当時彼の作曲の教え子であった。
18歳年下の彼女は、フィビフの創作活動に大きな影響を与えた。全376曲・4つの作品番号に分けて発表されたフィビフのピアノ曲集《気分・印象と追憶》[Nálady, Dojmy a Upomínky] には、アネシュカと過ごした日々が、ピアノ曲による恋愛日記として綴られている。また、文豪シュルツの娘であったアネシュカは、その文才を活かし、フィビフのオペラ《ヘディ》Op.43、《シャールカ》Op.51、また、《ヘルガ》Op.55の作曲のための脚本を書いている。
これ等程には重要でないかも知れないが、彼女はフィビフのピアノ五重奏曲Op.42のピアノ4手版編曲や、ピアノ曲集《画家の作品》の草稿の写譜なども遺している。
《気分、印象と追憶》は、彼の他の数多くの作品との関連性を指摘できることから、フィビフの創作の集大成と言えるだろう。なかでも「ジョフィーン島の夕べ」と題されたOp.41-139 (No.139) の旋律は、管弦楽の為の牧歌《黄昏》Op.39 の中間部に既に用いられていた他、後にヴァイオリニストのヤン・クベリークによって、ヴァイオリンとピアノのための《詩曲》に編曲されるなど、フィビフの作品の中でも最も知られるものとなった。アネシュカが暮らしていたジョフィーン島（スラヴ島）には現在、ジョフィーン館という建物が建っている。この正面左側の壁にはフィビフを記念するレリーフが掲げられているが、そこにはこの曲の旋律も刻まれている。
尚、フィビフの死から5年後、アネシュカは自らの手で、その生涯に幕を引いている。

## 主要作品

### 管弦楽曲
- 交響曲3曲（但し、この他に番号無しの作品が存在する）
  - 交響曲第1番ヘ長調 Op.17
  - 交響曲第2番変ホ長調 Op.38
  - 交響曲第3番ホ短調 Op.53
- 交響詩《春》Op.13
- 喜劇序曲《カルルシュテインの夜》Op.26
- 交響詩《トマンと森の精》Op.49
- 交響詩《ザーボイ、スラヴォイとルジェク》Op.37
- 管弦楽の為の牧歌《黄昏》Op.39
- 交響詩《嵐》Op.46
- 管弦楽組曲「田舎の印象」Op.54

### 声楽
- 《ミサ・ブレヴィス》Op.21
- 歌曲集「春の輝き」Op.36

### オペラ
- オペラ《メッシーナの花嫁》Op.18
- オペラ《ヘディ》Op.43
- オペラ《ブラニーク》
- オペラ《シャールカ》Op.51
- オペラ《アルコーナの陥落》
  - 序章「ヘルガ」Op.55
  - 「ダルグン」Op.60
- オペラ《ブラニーク》（遺作）

### メロドラマ・ステージドラマ
- ステージドラマ三部作《ヒッポダミア》
  - 「ペロプスの求婚」Op.31
  - 「タンタロスの贖罪」Op.32
  - 「ヒッポダミアの死」Op.33
- メロドラマ《クリスマスの日》Op.9
- メロドラマ《永遠》Op.14
- メロドラマ《ヴォドニーク》Op.15
- メロドラマ《ハコン》Op.30
- メロドラマ《女王エマ》（遺作）
- メロドラマ《花の復讐》（遺作）

### ピアノ曲
- 《山から》Op.29
- 連弾の為の《バガテル集》Op.19, 48
- 連弾の為の《黄金時代》Op.22
- 連弾の為の《ソナタ・変ロ長調》 Op.28
- 《気分・印象と追憶》Op.41, 44, 47, 57（計376曲）
- 《画家の作品》Op.56

### ピアノ教本
- 大いなる理論的実用的なピアノの為の授業 [Velká theoreticko-praktická škola pro piano]

### 室内楽曲
- ピアノ三重奏曲 ヘ短調（遺作）
- ピアノ四重奏曲 ホ短調 Op.11
- ピアノ五重奏曲 ニ長調 Op.42
- 弦楽四重奏曲 第1番 イ長調 （遺作）（1874）
- 弦楽四重奏曲 第2番 ト長調 Op.8 （1878)
- 弦楽四重奏のための主題と変奏 変ロ長調 （遺作）（1883）
- ヴァイオリンとピアノの為の《ソナチネ》ニ短調 Op.27
- ヴァイオリンとピアノの為の《ソナタ》ニ長調（遺作）
- ヴァイオリンとピアノの為の《演奏会用ポロネーズ》（遺作）
- 2つのヴァイオリンとピアノの為の《無言歌》（遺作）

### 声楽曲（管弦楽を伴うものも含む）
- 《6つの歌曲》Op.12
- 《ミサ・ブレヴィス》Op.21
- カンタータ《春のロマンス》Op.23
- 《春の光》Op.36

なお、作品番号の与えられていない、また曲集の形で纏められていないと思われる膨大な量の作品が存在する。